# Yandangornis
Yandangornis is een geslacht van uitgestorven vogels uit het Laat-Krijt van het huidige China. De enige benoemde soort is Yandangornis longicaudus

## Naamgeving en vondst
De soort werd in 1999 benoemd en beschreven door Cai Zhengquan en Zhao Lijun. De geslachtsnaam is afgeleid van de berg Yandang en een Klassiek Grieks ornis, 'vogel'. De soortaanduiding betekent zoiets als 'met lange staart' in slecht Latijn: de correcte vorm is longicaudatus.
Het holotype ZNHM M1326 is in 1986 bij Linhai in Zhejiang gevonden in lagen van de Tangshanggroep die stammen uit het Santonien, ongeveer 85 miljoen jaar oud. Dezelfde vindplaats heeft de pterosauriër Zhejiangopterus opgeleverd. Het bestaat uit een vrij compleet skelet; delen van de onderarm en de romp ontbreken.

## Beschrijving
Het holotype heeft een lengte van 588 millimeter. De schedel is kort met een lengte van zevenenveertig millimeter. De nek is acht centimeter lang. De achterpoten hebben met dertig centimeter een opvallende lengte; vooral het onderbeen is erg gerekt. Opvallend is de aanwezigheid van een lange staart met negentien staartwervels. De lengte van de arm kan niet vastgesteld worden maar het opperarmbeen is acht centimeter lang. De gehele lichaamsbouw lijkt sterk te wijzen op een voornamelijk rennende levenswijze.
De beschrijvers stelden enkele onderscheidende kenmerken vast: de premaxilla is tandeloos; het borstbeen is zeer langgerekt; de middenvoetsbeenderen zijn onderaan samengegroeid; de teenklauwen zijn klein en plat.
Andere mogelijke unieke eigenschappen zijn de zeer grote praemaxilla die 40 procent van de schedellengte voor haar rekening neemt; de zeer korte onderkaken die zeven millimeter voor de punt van de bovensnavel eindigen zodat de mandibula slechts driekwart van de schedellengte heeft; de opvallende lengte van de laatste halswervel; een opvallende bolling op de achterste middenlijn van het borstbeen tussen twee uithollingen; de onderste gewrichtsknobbels van het dijbeen die tweemaal zo breed zijn als de schacht en een derde teen waarvan het eerste teenkootje het kortste is.
De staart is niet verstijfd, anders dan bij de meeste basale Eumaniraptora. Het borstbeen mist een kiel wat of een zeer basaal kenmerk is of een teken dat het vermogen tot vliegen aan het verloren is gegaan. Er zijn buikribben aanwezig, een basaal kenmerk. De klauw van de tweede teen is niet vergroot, anders dan bij Rahonavis, wat spreekt tegen een directe verwantschap met de Dromaeosauridae.

## Fylogenie
De beschrijvers wezen Yandangornis toe aan een eigen Yandangithidae en Yandangithiformes binnen de Sauriurae. De laatste aanduiding houdt slechts in dat het om een basale vogel gaat. De andere twee, overigens fout gevormde, namen worden zelden gebruikt; Yangdangornis is er het enige lid van. Moderne analyses geven aan dat Yandangornis zich basaal in de vogels bevindt, vermoedelijk boven Jeholornis en onder Sapeornis in de stamboom. Sommige onderzoekers hebben betwijfeld of het wel om een vogel gaat gezien de lange staart en de relatief korte armen; het verkorte kuitbeen, de gebogen ellepijp en de vergroeide lange voet wijzen daar echter sterk op.